# Bernardo Roselli
Bernardo Roselli Mailhe (Camelo, Urugvaj, 17. rujna 1965.) urugvajski je šahovski velemajstor talijanskog podrijetla.
Trinaesterostruki je urugvajski šahovski prvak, a svojih 13 državnih naslova ostvario je u periodu od 1984. do 2008. godine.
Zahvaljujući tome uspjehu, osam puta je predstavljao Urugvaj na Šahovskoj olimpijadi (1986. – 2008.).
Na 15. izdanju šahovskog natjecanja República Argentina u sklopu šahovske sezone Chess Master 2002 osvojio je prvo mjesto porazivši u završnici natjecanja računalo Hiarcs 8.0 iz Njemačke.
Nakon te pobjede, nosi naslov međunarodnog majstora.

## Vanjske poveznice
- (engl.) Bernardo Roselli na stranicama FIDE-e
- (engl.) Bernardo Roselli - sve šahovske igre i rezultati na  Chessgames.com